# لوکی اشمیت
هانلوره لوکی اشمیت (به آلمانی: Hannelore "Loki" Schmidt) (زاده ۳ مارس ۱۹۱۹ – درگذشته ۲۱ اکتبر ۲۰۱۰) فعال محیط زیست آلمانی بود. او همسر هلموت اشمیت صدراعظم آلمان غربی بین سال‌های ۱۹۷۴ تا ۱۹۸۲ (میلادی) بود.

## سالهای آخر زندگی

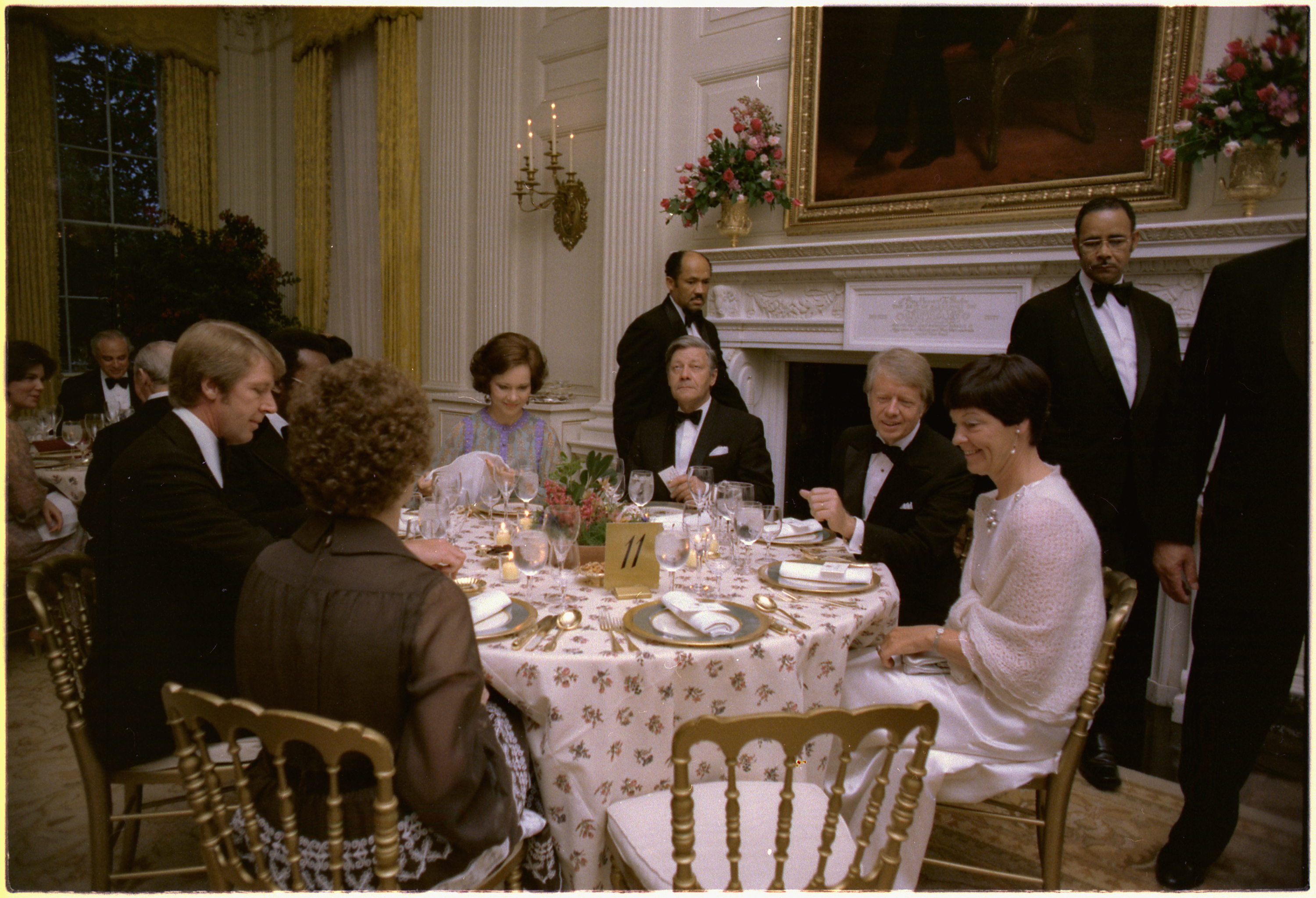
لوکی و هلموت اشمیت، در مهمانی کاخ سفید به همراه روزالین و جیمی کارتر در سال ۱۹۷۷

در سال ۲۰۰۹، او جایزه شهروندی افتخاری، بالاترین نشان هامبورگ را دریافت کرد. زندگی مشترک و خانوادگی وی با هلموت اشمیت ۶۸ سال به طول انجامید. سرانجام لوکی اشمیت در ۲۱ اکتبر ۲۰۱۰، در سن ۹۱ سالگی در هامبورگ درگذشت.